# Cirolana pleocissa
Cirolana pleocissa är en kräftdjursart som först beskrevs av Lazar Botosaneanu och Thomas M. Iliffe 1997.  Cirolana pleocissa ingår i släktet Cirolana och familjen Cirolanidae. Inga underarter finns listade i Catalogue of Life.